# 양덕스포츠타운
양덕스포츠타운(良德스포츠타운, Yangdeok Sports Town)은 대한민국 포항시에 있는 체육 시설이다. 축구 경기장 3면으로 구성되어 있다.

## 참고 문헌
- 《전국 공공체육 시설 현황 (2017년말 기준)》. 대한민국 문화체육관광부. 2019. 2020년 7월 16일에 원본 문서에서 보존된 문서. 2019년 5월 22일에 확인함.